# Léonard Cacatte
Léonard Cacatte, né le 27 novembre 1760 à Limoges (Haute-Vienne), mort le 9 mars 1837 à Limoges (Haute-Vienne), est un général français de la Révolution et de l’Empire.

## États de service
Il entre en service le 11 avril 1779, comme soldat dans le régiment Royal-Roussillon-infanterie, avec lequel il fait les campagnes de 1779 et 1780. Il obtient son congé le 20 décembre 1780.
Il reprend du service le 18 octobre 1791, comme lieutenant au 2e bataillon de volontaires de la Haute-Vienne et il obtient son brevet de capitaine le 17 octobre 1792. Le 30 novembre 1793, il passe aide de camp du général Jourdan et il fait les campagnes de 1792 et 1793, à l’armée du Nord. Le 29 avril 1794, il est nommé adjudant-général chef de brigade provisoire et il est confirmé dans son grade le 13 juin 1795.
En juillet 1796, il rejoint l’armée de Sambre-et-Meuse où il commande l’avant-garde du général Grenier. Le 3 août 1796, il attaque, dans les environs d’Estenau, plusieurs escadrons de cavalerie soutenus par un corps d’infanterie et il les poursuit l’épée dans les reins jusqu’à Rastatt. Le lendemain, il se signale au combat et à la prise de Bamberg.
Le 2 janvier 1799, le directoire lui confie le commandement du 6e régiment de cuirassiers et il fait avec ce corps les guerres de l’an VII à l’an IX à l’armée du Rhin. Il est fait chevalier de la Légion d’honneur le 11 décembre 1803 et le 16 mars 1804, il devient premier aide de camp du général Jourdan commandant en chef de l’armée d’Italie. Il est élevé au grade d’officier de la Légion d’honneur le 14 juin 1804.
À l’issue de la campagne d’Autriche de 1805 à la Grande Armée, il part le 2 novembre 1806, pour la Calabre remplacer le général Verdier à Cosenza et le 16 septembre 1807, il est désigné pour remplir les fonctions de chef d’état-major du gouvernement de Naples. Le 29 juillet 1808, il rejoint l’armée d’Espagne et il obtient le 19 mars 1809, le commandement de Madrid. Il est promu général de brigade le 21 avril 1809, au service de l’Espagne et il démissionne du service espagnol le 19 mai 1812.
De retour en France, il reprend du service le 8 janvier 1813, avec le grade de colonel. 
Lors de la première Restauration, le roi Louis XVIII le nomme maréchal de camp honoraire le 31 octobre 1814 et il est admis à la retraite le 31 mai 1815.
Pendant les Cent-Jours, Napoléon lui envoie son brevet de général de brigade titulaire le 10 juin 1815, et au retour des Bourbons, ce grade n’est pas confirmé et il est remis à la retraite avec le grade de colonel.
Il meurt le 9 mars 1837, à Limoges.

## Sources
- (en) « Generals Who Served in the French Army during the Period 1789 - 1814: Eberle to Exelmans »
- « Cote LH/401/6 », base Léonore, ministère français de la Culture
- Pierre Jullien de Courcelles, Dictionnaire historique et biographique des généraux français : depuis le onzième siècle jusqu'en 1822, t. 3, l’Auteur, 1821, 494 p. (lire en ligne), p. 442.
- A. Lievyns, Jean Maurice Verdot et Pierre Bégat, Fastes de la Légion-d'honneur, biographie de tous les décorés accompagnée de l'histoire législative et réglementaire de l'ordre, t. 3, Bureau de l’administration, 1844, 529 p. (lire en ligne), p. 49.
- (pl) « Napoléon.org.pl »
- Commandant G. Dumont, Bataillons de volontaires nationaux, (cadres et historiques), Paris, Lavauzelle, 1914, p. 352.